# 2007年カタール・エクソンモービル・オープン
2007年カタール・エクソンモービル・オープン (2007 Qatar ExxonMobil Open)は、2007年1月1日から1月6日にかけてカタール・ドーハのハリファ国際テニス競技場 にて開催されたATPツアーインターナショナル・シリーズ大会である。

## 優勝

### シングルス
イワン・リュビチッチ def.  アンディ・マレー, 6-4, 6-4

### ダブルス
ミハイル・ユージニー /  ネナド・ジモンイッチ def.  マルティン・ダム /  リーンダー・パエス, 6-1, 7-6(3)